# 山口ケーブルビジョン
山口ケーブルビジョン株式会社（やまぐちケーブルビジョン、YAMAGUCHI CABLE VISION CO., LTD.）は、山口県山口市に本社がある、山口県央部をサービスエリアとする中四国最大のケーブルテレビ局である。通称はC-able（シー・エイブル）。

## 概要
山口市及び周辺の自治体と民間企業との出資による第三セクターとして、1984年に設立された。
元々は山間部の難視聴対策を目的としているが、他県のテレビ局の電波を受信できるエリアが多い山口県にあって山口県内波以外の受信が困難である県央部の大部分での視聴対策の意味合いもある。特に（県内に系列局の無い）FNN・TXN系列の番組が通常では受信出来ないことが多い。このような事情もあって、サービスエリア内の加入率は80%を超えている。
県域地上波テレビ局（TBS系列）であるテレビ山口とは同じ山口トヨタ自動車の系列傘下。県域民放FM局であるエフエム山口とは業務提携関係にある。また読売新聞西部本社も株主の一つで関係が強い。

## 沿革
- 1984年（昭和59年）5月14日 - 会社設立。
- 1993年（平成5年）
  - 4月5日 - 有線テレビジョン放送施設設置許可取得。
  - 12月21日 - ケーブルテレビ事業を開始。
- 2000年（平成12年）11月17日 - 第一種電気通信事業許可取得。
- 2001年（平成13年）
  - 2月1日 - ケーブルインターネット接続サービス事業を開始。
  - 5月 - BSデジタル放送（トランスモジュレーション方式）のサービス開始。
- 2003年（平成15年）12月 - ケーブルインターネット接続サービス広帯域化完了。
- 2005年（平成17年）7月 - 「JC-HITS」を用いたデジタル放送サービス開始。
- 2006年（平成18年）
  - 4月7日 - セキュリティ認定「P」マーク取得。
  - 10月1日 - 地上デジタル放送（パススルー方式）のサービス開始。
- 2007年（平成19年）3月6日 - セキュリティ認定「安全・安心」マーク取得。
- 2008年（平成20年）
  - 3月 - 旧阿東町でケーブルテレビ事業を開始。地元県域局である山口放送の再送信が行われないままの開局となった[2]。当初は2007年6月末の開局を予定していたが、山口放送・山口朝日放送・福岡県域局5局が再送信に反対した為に開局が延期されていた[3]。
  - 5月12日 - 旧阿東町で山口放送の再送信を開始[4]。
  - 8月7日 - 旧阿東町でテレビ西日本のアナログ区域外再放送を開始[5]。
  - 8月24日 - プライマリ電話サービス「ケーブルプラス電話」を用いた『C-able電話』サービス開始。
  - 11月10日 - テレビ西日本のデジタル区域外再放送を開始。
- 2009年（平成21年）
  - 4月1日 - 現社屋横に2号棟が完成。美祢市有線テレビから業務を委託される。
  - 12月 - 美祢市（旧美祢市域）でインターネット接続サービス事業を開始。
- 2010年（平成22年）
  - 6月28日 - 「JC-data」を利用したデータ放送をコミュニティチャンネルで開始。
  - 11月17日 - 秋芳町有線放送（美祢市秋芳町内の有線放送事業）でインターネット接続サービス事業を開始。
- 2011年（平成23年）
  - 7月 - TVQ九州放送のデジタル区域外再放送を開始。
  - 7月24日 - 地上アナログ放送の終了に伴いデジアナ変換放送を開始。地上デジタル放送再送信の協議が整わないという理由[6]で、福岡放送・九州朝日放送・RKB毎日放送3局の再送信を中止した（#地上デジタル放送への対応）。
- 2015年（平成27年）3月31日 - 地上放送デジアナ変換暫定的提供を終了。

## 主な放送チャンネル

### 地上波系列別再送信局
| NHK-G   | NHK-E   | NNN/NNS  | ANN          | JNN        | TXN         | FNN/FNS      | JAITS |
| ------- | ------- | -------- | ------------ | ---------- | ----------- | ------------ | ----- |
| NHK山口 | NHK山口 | 山口放送 | 山口朝日放送 | テレビ山口 | TVQ九州放送 | テレビ西日本 |       |

### テレビ局
- デジタル放送はJC-HITS経由のパススルー方式を採用している（ただしデジタルBS/CSは全局セットトップボックスが必要）。
- 地上デジタル・BSデジタル以外のデジタルチャンネル表記は、特に表記ない場合『CATV###』（詳細は公式サイト参照。）。

| デジタルチャンネル                    | 放送局                                                  | 備考               |
| ------------------------------------- | ------------------------------------------------------- | ------------------ |
| 011                                   | NHK山口総合                                             |                    |
| 021                                   | NHK山口Eテレ                                            |                    |
| 031                                   | テレビ山口                                              | Gガイドホスト局    |
| 041                                   | 山口放送                                                |                    |
| 051                                   | 山口朝日放送                                            |                    |
| 071                                   | TVQ九州放送                                             |                    |
| 081                                   | テレビ西日本                                            |                    |
| 121                                   | C-able 山口ケーブルビジョン                             | 自主放送チャンネル |
| BS101 - 102                           | NHK BS                                                  |                    |
| BS141 - 143                           | BS日テレ                                                |                    |
| BS151 - 153                           | BS朝日                                                  |                    |
| BS161 - 163                           | BS-TBS                                                  |                    |
| BS171 - 173                           | BSテレ東                                                |                    |
| BS181 - 183                           | BSフジ                                                  |                    |
| BS191                                 | WOWOWプライム                                           |                    |
| BS192                                 | WOWOWライブ                                             |                    |
| BS193                                 | WOWOWシネマ                                             |                    |
| BS200                                 | BS10                                                    |                    |
| BS201                                 | BS10スターチャンネル                                    |                    |
| BS211                                 | BS11                                                    |                    |
| BS222                                 | TwellV                                                  |                    |
| BS231 - 232（テレビ） BS531（ラジオ） | 放送大学                                                |                    |
| BS260                                 | J:COM BS                                                |                    |
| BS265                                 | BSよしもと                                              |                    |
| BS4K 101                              | NHK BSプレミアム4K                                      |                    |
| BS4K 141                              | BS日テレ4K                                              |                    |
| BS4K 151                              | BS朝日4K                                                |                    |
| BS4K 161                              | BS-TBS 4K                                               |                    |
| BS4K 171                              | BSテレ東4K                                              |                    |
| BS4K 181                              | BSフジ 4K                                               |                    |
| J500                                  | えんてれ                                                |                    |
| J510                                  | ショップチャンネル                                      |                    |
| J511                                  | QVC                                                     |                    |
| J513                                  | フジテレビNEXT                                          |                    |
| J514                                  | フジテレビONE                                           |                    |
| J515                                  | フジテレビTWO                                           |                    |
| J522                                  | MONDO TV                                                |                    |
| J524(HD) J724(SD)                     | 囲碁・将棋チャンネル                                    |                    |
| J525(HD) J725(SD)                     | 女性チャンネル♪LaLa TV                                  |                    |
| J529(HD) J729(SD)                     | 旅チャンネル                                            |                    |
| J530                                  | J SPORTS 3                                              |                    |
| J531(HD) J731(SD)                     | J SPORTS 1                                              |                    |
| J532                                  | J SPORTS 2                                              |                    |
| J533                                  | J SPORTS 4                                              |                    |
| J534(HD) J734(SD)                     | スカイA                                                 |                    |
| J535(HD) J735(SD)                     | GAORA                                                   |                    |
| J536                                  | 日テレG+                                                |                    |
| J537(HD) J737(SD)                     | ゴルフネットワーク                                      |                    |
| J538                                  | スポーツライブ+                                         |                    |
| J541                                  | 釣りビジョン                                            |                    |
| J542                                  | FIGHTING TV サムライ                                    |                    |
| J546                                  | WOWOWプラス                                             | 旧 シネフィルWOWOW |
| J547(HD) J747(SD)                     | KBS WORLD                                               |                    |
| J548                                  | チャンネル銀河                                          |                    |
| J549                                  | アジアドラマチックTV                                    |                    |
| J550(HD) J750(SD)                     | チャンネルNECO                                          |                    |
| J551                                  | ファミリー劇場                                          |                    |
| J552(HD) J752(SD)                     | 日本映画専門チャンネル                                  |                    |
| J553(HD) J753(SD)                     | 時代劇専門チャンネル                                    |                    |
| J554(HD) J754(SD)                     | Dlife                                                   |                    |
| J555(HD) J755(SD)                     | スーパー!ドラマTV                                       |                    |
| J556(HD) J756(SD)                     | ムービープラス                                          |                    |
| J557(HD) J757(SD)                     | アクションチャンネル                                    |                    |
| J558(HD) J758(SD)                     | ミステリーチャンネル                                    |                    |
| J559                                  | ザ・シネマ                                              |                    |
| J561                                  | KNTV                                                    |                    |
| J562                                  | TBSチャンネル２                                         |                    |
| J563                                  | 衛星劇場                                                |                    |
| J564                                  | 東映チャンネル                                          |                    |
| J565                                  | TBSチャンネル１                                         |                    |
| J566                                  | テレ朝チャンネル１                                      |                    |
| J567                                  | 日テレプラス                                            |                    |
| J568                                  | ホームドラマチャンネル                                  |                    |
| J569                                  | V☆パラダイス                                            |                    |
| J570                                  | スペースシャワーTV                                      |                    |
| J571                                  | Mnet                                                    |                    |
| J572                                  | MTV                                                     |                    |
| J573(HD) J773(SD)                     | M-ON!                                                   |                    |
| J574                                  | 歌謡ポップスチャンネル                                  |                    |
| J576                                  | TAKARAZUKA SKY STAGE                                    |                    |
| J581                                  | キッズステーション                                      |                    |
| J582                                  | アニマックス                                            |                    |
| J583                                  | アニメシアターX（АТ-Х）                                 |                    |
| J589                                  | TV5MONDE                                                |                    |
| J590                                  | 日経CNBC                                                |                    |
| J591                                  | BBCワールドニュース                                     |                    |
| J592                                  | CNNj                                                    |                    |
| J593(HD) J793(SD)                     | 日テレNEWS24                                            |                    |
| J594                                  | TBS NEWS                                                |                    |
| J595                                  | テレ朝チャンネル２                                      |                    |
| J596(HD) J796(SD)                     | ディスカバリーチャンネル                                |                    |
| J597(HD) J797(SD)                     | アニマルプラネット                                      |                    |
| J598(HD) J798(SD)                     | ヒストリーチャンネル                                    |                    |
| J599                                  | ナショナルジオグラフィック                              |                    |
| J716                                  | 100%ヒッツ!スペースシャワーTVプラス ※SD（標準画質放送） |                    |
| J820                                  | グリーンチャンネル1                                     |                    |
| J821                                  | グリーンチャンネル2                                     |                    |
| J950                                  | プレイボーイチャンネル ※SD（標準画質放送）              |                    |
| J951                                  | レインボーチャンネル ※SD（標準画質放送）                |                    |
| J952                                  | ミッドナイトブルー ※SD（標準画質放送）                  |                    |
| J953                                  | パラダイステレビ ※SD（標準画質放送）                    |                    |
| J954                                  | レッドチェリー ※SD（標準画質放送）                      |                    |

### 地上デジタル放送への対応
総務省の要請に応じ、アナログ（デジアナ変換）サービスを2015年3月末まで実施予定。2011年5月20日に総務省から発表された資料 によると、「デジアナ変換」を実施する予定日及び視聴可能チャンネルは「未定」と発表されたが、7月24日にNHK山口総合・教育、山口放送・テレビ山口・山口朝日放送・テレビ西日本・TVQ九州放送と自主製作番組のデジアナ変換が開始された。
アナログでは在福民放5局全ての区域外再放送を行っていたが、デジタルでは県内に系列局が存在する九州朝日放送・RKB毎日放送・福岡放送の再放送がJ:COM 下関以外開始されておらず、テレビ西日本・TVQ九州放送のみ視聴可能である。
山口ケーブルビジョンは再送信同意に係る総務大臣裁定について総務省に申請し、総務省は2011年6月21日に当ケーブルテレビ局からの再送信同意に係る裁定申請についてはテレビ西日本以外の在福4局 も同意すべきとの大臣裁定が出された。これについては日本民間放送連盟が広瀬道貞会長の話として「“無秩序な区域外再放送”が容認されたことは極めて遺憾」とのコメントを発表している。TVQ九州放送のデジタル再送信は同年7月24日に開始された。中止した在福3局について、裁定 当事者間で「協議を進めてきた」と宇部市長が2012年6月に議会答弁 した。同年9月に防府市長も同じ内容の答弁をし「引き続き当事者間の協議を見守っていきたい」との考えを示したのに対し、協議していないことを市議会議員が指摘 したが、再送信（放送）は始まらなかった。

### ラジオ局
| MHz  | 放送局    |
| ---- | --------- |
| 82.1 | FMY       |
| 85.9 | NHK山口FM |

## 地域情報サービス
高齢者家庭向けに「ライフチャンネルサービス」を試験実施中。日本電気 (NEC) の開発した地域情報システム「テレとも」を利用するもので、テレビ電話サービス・ショッピングサービス・見守りサービスなどを行っており、一般的なビデオ・オン・デマンドとはやや異なる。

## 主な自社制作番組
開局当初は山口市、旧小郡町の広報番組などの制作にとどまっていたが、現社屋に移転した頃から番組制作が活発となる。また、社屋移転の直前頃からCMの放送も開始した。情報番組だけでなく、ケーブルテレビでありながらバラエティや音楽番組なども制作している。日本国内にあるその他の地方ケーブルテレビ局と比べても、格段に制作率が高い。
主な番組は下記のとおり。

### 現在
- 市広報番組
  - 発見! やまぐち（山口市）
  - ほうふほっとライン（防府市）
  - やっちょる!でちょる!みんなのテレビ（山口市市民活動支援センター）
  - 宇部発信!ウチの商品、ウチのサービス!!（宇部観光コンベンション協会）
  - やまぐちものづくりtv（山口県）
- 情報番組
  - まちかどNEWS
- 音楽番組
  - 山口でうまれた歌
- バラエティ番組
  - にんげんのGO!
  - 絶対アウトドア宣言×アソビタガール（出演：大田理裟 / プロフリークライマー）

### 過去
- 情報番組
  - えぶり・あい
  - 週刊なんでもジョッキー
  - 知っちょる通信
  - ネッチリ!
  - ソレ～ネ!〜こちら中園町7番地情報局〜
  - 地元ユーセン 週刊Cースタジオ

- 音楽番組
  - スーパーまに屋[19]
  - FMY-TV[20]
  - 俺ソンが行く
  - バンドの花道〜ケンコ寛子〜
- バラエティ番組
  - 藤原バナナ店
  - CP戦士ぶちエージャー
  - ヤスベエの"幸せます！"
  - いぬ山くんの日記
  - 田口団-Taguchidan-
- ドキュメンタリー番組
  - 維新碑探訪〜長州人の生きた道

## マスコットキャラクター
- しいちゃん（2006年7月 - ） - テレビ（モニター）をモチーフとしたキャラクター。名前は「C-able」の「C」から。